# فرع داوودي
«الفرع الداودي» أو «الفرقة الداودية» هي واحدة من 600 فرقة متشابهة تنتشر في أمريكا، وهذه الفرق - كما تقول مؤسسة «ميليوم ووتش» المتخصصة بمتابعة الحركات الدينية في أمريكا - تبشر بنهاية العالم.
إبان حكم كلينتون، وجه مكتب التحقيقات الفيدرالي الأمريكي إلى ديفيد كوريش وفرقته «الداودية» تهمة اغتصاب الأطفال، وقد ذهبت الشرطة للقبض على مؤسسها ديفيد كوريش ولكنهم كانوا قد تأهبوا قبلها بتجهيز 300 قطعة سلاح تمكنهم من المقاومة. وعندما حاصرت الشرطة المبنى وألقوا بداخله الغاز المسيل للدموع الذي لم يُعرف حيئنذ تأثيره السئ على الأطفال، كان الرد هو إحراق الفرقة للمبنى بأكلمه، ونتج عن ذلك احتراق ما يزيد على 80 شخصا من أتباع ديفيد وبينهم 17 طفلا، بينما لم ينجو سوى تسعة أشخاص فقط.
وقد قال أحد المسئولين عن المكتب الفيدرالي حينئذ بعد هذه المذبحة التي تعد من أكبر كوارث أمريكا في القرن العشرين: «إننا بالتأكيد لم يكن باستطاعتنا أن نتركه يغتصب الأطفال، إذا فعلنا، فعندئذ يصبح كل شيء مباحا».
اتهم آخرون المكتب الفيدرالي بأن تعاطيه الأمر بهذا المنعطف العنيف قد تسبب في حادثة أودت بحياة أطفال أبرياء لم يكن لهم الخيار في مثل هذا الانتحار.